# 東仙台
東仙台（ひがしせんだい）は宮城県仙台市宮城野区の町丁。郵便番号は983-0833。人口は8,318人、世帯数は4,411世帯（2024年1月1日現在）。現行行政地名は東仙台一丁目から東仙台七丁目であり、全域で住居表示を実施している。旧仙台市東仙台。

## 地理

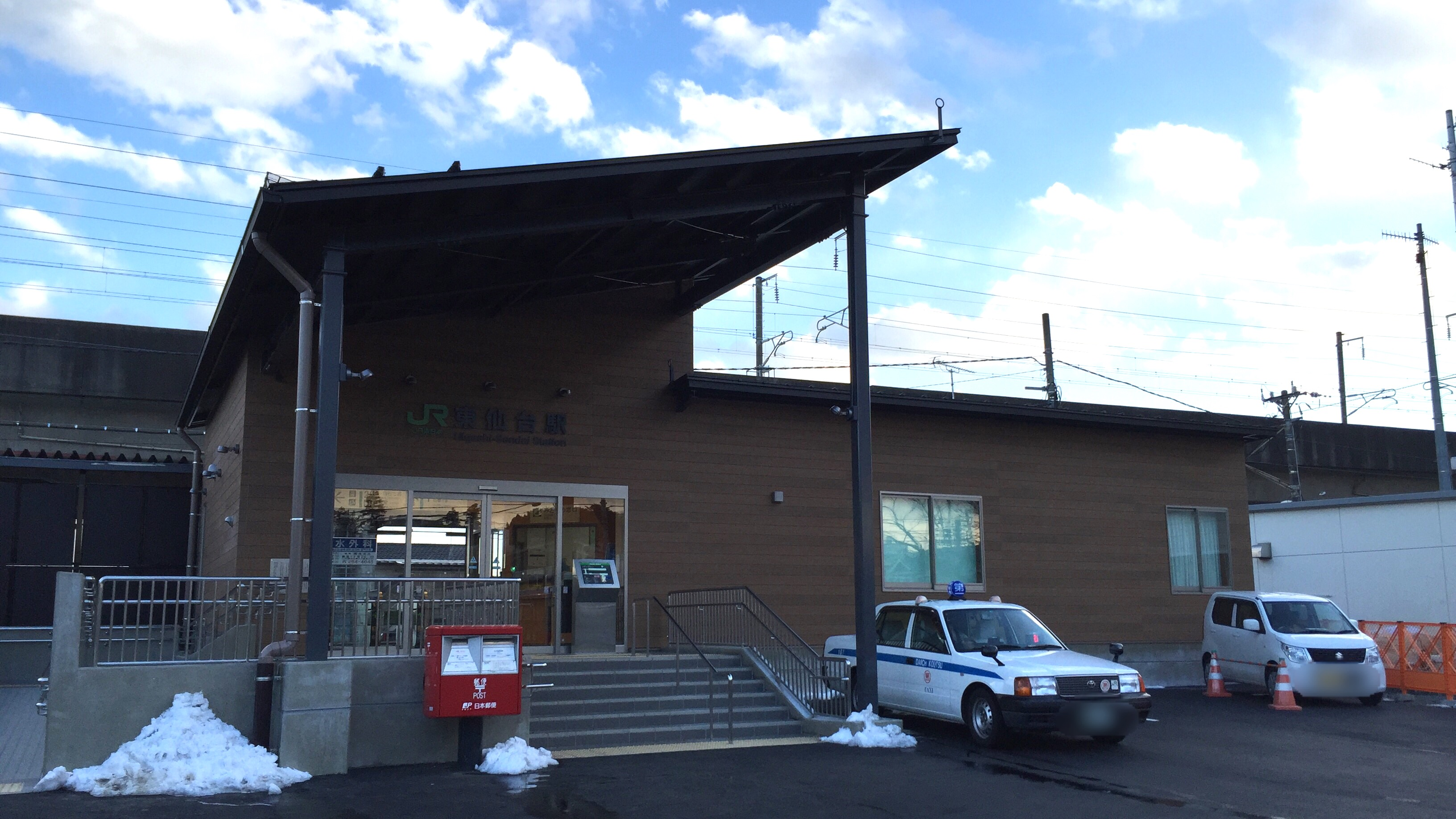
東北本線の東仙台駅。

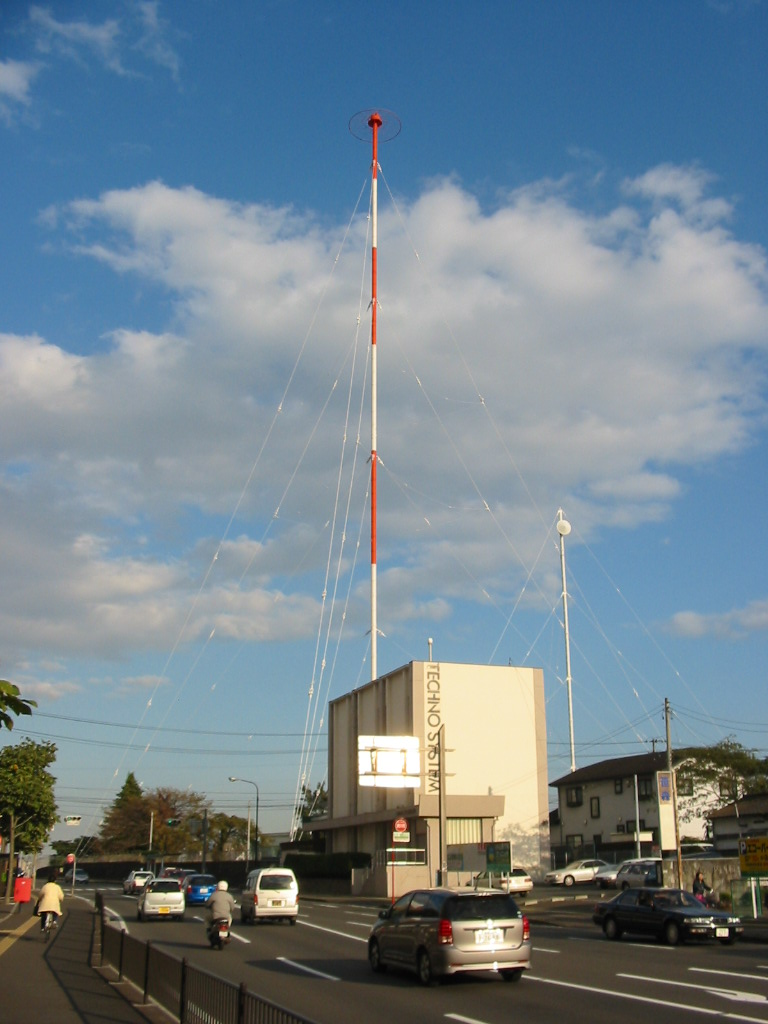
NHK原町ラジオ放送所の電波塔。

東仙台は仙台市の東部にあって、宮城野区の中ではおおよそ中央部からやや西側に位置する。東側で小鶴と、北側で燕沢および安養寺と、西側で枡江および幸町、大梶と、南側で原町および平成、新田と接している。梅田川支流の高野川が町内の北側を東流し、南西部を梅田川支流の藤川が貫流している。東仙台2丁目、3丁目、5丁目に囲まれるように位置する松岡町は、周囲の区域が東仙台へ変わる時に、それらと同様に町名変更を検討されたが、当時の住人の意向で松岡町のまま存続している。
南側の各地区との境界となっている部分に東北新幹線ならびに東北本線が通り、東北本線上に東仙台駅が置かれている。また、東仙台町内の中心を、利府街道と通称される宮城県道8号仙台松島線が貫通している。これと共に、町内の西側と北側にある道路がバス通りであり、仙台市中心部と北東部各地区を結ぶ仙台市営バスの運行経路となっている。東仙台の隣の地区である燕沢には仙台市交通局東仙台営業所があり、バス運行上の要衝である。
東仙台町内の施設としては、仙台市立東仙台小学校、仙台市立東仙台中学校、ラ・サール・ホーム、東仙台四郵便局、仙台燕沢郵便局、NHK原町ラジオ放送所がある。ラ・サール・ホームは、戦後の1948年（昭和23年）にカナダ人修道士が宮城県の協力要請に応える形で設立した光ケ丘天使園に起源を持つ児童養護施設であり、その名称はジャン＝バティスト・ド・ラ・サールに由来するものである。また、町内の西部にあるせんだい宮の杜は、日本たばこ産業仙台工場跡地を再開発して造成された、住宅地と商業施設からなる複合団地である。
仏閣としては、東仙台6丁目に大蓮寺がある。この寺院の起源は、東仙台から西側の枡江地区にあった仏光寺で、これが荒廃していたために1752年（宝暦2年）に、現在の位置に大蓮寺として再建されたと伝わっている。

## 歴史
現在、東仙台地域で判っている歴史的な発見は古墳時代まで遡る。東仙台を含む、燕沢から台原にかけての丘陵地は良質の粘土が採れる地域であり、須恵器や瓦を生産した窯の跡がいくつか発見されている。これらは「台原・小田原窯跡群」と呼ばれている。そのうち東仙台の窯跡「大蓮寺窯跡」は、5世紀の中期に須恵器を生産していたものである。須恵器は5世紀に朝鮮半島から日本へ伝来したもので、当初は大阪の陶邑で独占的に生産されていたと考えられていたため、早い時期に須恵器を生産していた大蓮寺窯跡の発見は脚光を浴びた。ただ、ここでの須恵器の生産は長くは続かなかったようで、7世紀末から8世紀初めにかけては、瓦窯として燕沢遺跡に瓦を供給したと考えられている。この他の台原・小田原窯跡群の窯跡は、安養寺、与兵衛沼、台原にあり、これらは多賀城や陸奥国分寺などに向けて瓦や須恵器を生産したと推測されている。また、大蓮寺窯跡の調査で、寺の裏側に直径10メートル程の古墳が発見された。これは現在、この地域で確認されている唯一の古墳であるが、発掘は行われておらず、形が崩れていて円墳なのか前方後円墳なのかもはっきりしない。
現在の東仙台地域は、江戸時代にはおおよそ小田原村の東端であり、仙台城下から塩竈や石巻方面へ向かう街道筋に当たった。この当時、この地域は「案内」という地名で呼ばれていて、茶屋の菅野屋卯兵衛が提供する湯豆腐が名物として知られていた。仙台藩第7代藩主伊達重村がこの湯豆腐に「名物」の号を与えたという。歴代の仙台藩主は案内付近を通ると、必ず菅野屋で休息をとったと伝わっている。また、この地域の街道沿いにはアカマツの並木が続き、太平洋戦争中に伐採されるまで残っていた。
明治時代になって市制と町村制が施行されると、1889年（明治22年）に小田原村は宮城郡原町に含まれた。原町は1928年（昭和3年）に仙台市に編入され現在の東仙台地域は仙台市内となった。この年、NHK仙台放送局がラジオ放送を開始し、これに合わせて現在の東仙台地区にはNHK原町ラジオ放送所が建設された。放送所の建設地は元は農地であり、地主が小作人に何も知らせずにこの土地を売却したために、農作物を巡って賠償問題が起きた。
現在の東北本線に当たる日本鉄道が仙台に路線を開通させた明治時代には、現在の東仙台地域に駅は置かれなかったが、1932年（昭和7年）になると苦竹信号場が東仙台駅として開業した。この時、駅周辺の土地所有者120人が宅地造成を目指して東仙台土地整理組合を結成し、1937年（昭和12年）にかけて土地区画整理を行った。これは、仙台市における都市計画法に基づく土地区画整理事業の初の事例となった。また、太平洋戦争中、仙台市は仙台市東部の都市計画「原町工業都市建設土地区画整理事業」を策定し、これによって現在の東仙台5丁目に当たる案内住宅が造成された。
日中戦争から太平洋戦争の間、原町苦竹に東京第一陸軍造兵廠仙台製造所があり、周辺地域にはその工員のための寮が造られていた。戦争が終結するとそれらの寮に戦災者や引揚者が住むようになり、原町地域の人口が著しく増加した。原町地域にある小学校は原町小学校1校だけだったが、児童数の増加に対応するために、1948年（昭和23年）4月に原町小学校東仙台分校が設置され、927名の児童がここに移った。この分校は同年9月に東仙台小学校として独立した。また、この前年に東仙台中学校の前身である仙台市第七中学校が開校している。第七中学校はその校舎として榴岡小学校を予定していたがこれが火事で焼失したために、現在の宮城野中学校の前身である第六中学校と校舎を供用した。その後、土井晩翠が所有していた現在地を譲り受けてここに移転し、東仙台中学校となった。
原町小田原には東京第一陸軍造兵廠仙台製造所の分工場があり、これは戦後に工場用地として払い下げられた。現在の東仙台に当たる区域には、日本専売公社の仙台工場が立地し、ここでたばこが製造された。この工場で製造されたたばこの銘柄は、ゴールデンバット、光、いこい、ピース、ハイライト、わかばなどである。1964年（昭和39年）この工場ではハイライトの一銘柄のみが製造され、その数は90億本に上った。
1980年（昭和55年）、東仙台地区で住居表示が実施され、これによって東仙台1丁目から7丁目が誕生した。住居表示実施前は、東仙台駅前の一部が住所としての東仙台であり、その他は原町小田原字案内、原町小田原字安養寺下、原町小田原字天還前上など細かく区域が分かれており、一部は原町苦竹や小鶴だった。住所としての案内はこの時になくなったが、東仙台5丁目にある「案内公園」、その近くにあるバス停留所「案内公園前」、東仙台駅西側の「案内踏切」などに案内の地名が現在も残っている。
国の行財政改革の影響で、日本専売公社の権利と義務は1985年（昭和60年）に新会社の日本たばこ産業（JT）が継承した。日本専売公社仙台工場は日本たばこ産業仙台工場となって以後もたばこの製造を続けたが、2003年（平成15年）にこの工場は閉鎖された。専売公社時代に従業員の福利厚生の目的で建設された野球場は、仙台市がこれを借り受けて一時的に東仙台球場となったが最終的には廃止された。売りに出されたこの敷地は大和ハウス工業によって落札され、戸建住宅と商業施設からなる団地「せんだい宮の杜」として再開発された。

### 町名の変遷
町名の変遷は以下の通りである。
| 変更後の区域 | 変更後の区域         | 変更前の区域 | 変更前の区域 | 変更前の区域 | 変更日                    |
| 自治体       | 町丁                 | 自治体       | 大字         | 小字         | 変更日                    |
| ------------ | -------------------- | ------------ | ------------ | ------------ | ------------------------- |
| 仙台市       | 東仙台一丁目（新設） | 仙台市       | 御立場町     | 御立場町     | 1980年（昭和55年）10月6日 |
| 仙台市       | 東仙台一丁目（新設） | 仙台市       | 小鶴         | 字西風       | 1980年（昭和55年）10月6日 |
| 仙台市       | 東仙台一丁目（新設） | 仙台市       | 小鶴         | 字西田       | 1980年（昭和55年）10月6日 |
| 仙台市       | 東仙台一丁目（新設） | 仙台市       | 燕沢         | 字苗代沢東   | 1980年（昭和55年）10月6日 |
| 仙台市       | 東仙台一丁目（新設） | 仙台市       | 原町苦竹     | 字屋敷前     | 1980年（昭和55年）10月6日 |
| 仙台市       | 東仙台二丁目（新設） | 仙台市       | 東仙台       | 東仙台       | 1980年（昭和55年）10月6日 |
| 仙台市       | 東仙台二丁目（新設） | 仙台市       | 原町小田原   | 字案内       | 1980年（昭和55年）10月6日 |
| 仙台市       | 東仙台二丁目（新設） | 仙台市       | 原町小田原   | 字案内南     | 1980年（昭和55年）10月6日 |
| 仙台市       | 東仙台二丁目（新設） | 仙台市       | 原町苦竹     | 字樋下北     | 1980年（昭和55年）10月6日 |
| 仙台市       | 東仙台二丁目（新設） | 仙台市       | 松岡町       |              | 1980年（昭和55年）10月6日 |
| 仙台市       | 東仙台三丁目（新設） | 仙台市       | 原町小田原   | 字天還前南   | 1980年（昭和55年）10月6日 |
| 仙台市       | 東仙台三丁目（新設） | 仙台市       | 原町小田原   | 字下河原     | 1980年（昭和55年）10月6日 |
| 仙台市       | 東仙台三丁目（新設） | 仙台市       | 原町小田原   | 字天還前上   | 1980年（昭和55年）10月6日 |
| 仙台市       | 東仙台三丁目（新設） | 仙台市       | 原町小田原   | 字念仏檀     | 1980年（昭和55年）10月6日 |
| 仙台市       | 東仙台三丁目（新設） | 仙台市       | 原町苦竹     | 字樋下上     | 1980年（昭和55年）10月6日 |
| 仙台市       | 東仙台三丁目（新設） | 仙台市       | 原町苦竹     | 字海道下     | 1980年（昭和55年）10月6日 |
| 仙台市       | 東仙台三丁目（新設） | 仙台市       | 原町苦竹     | 字樋下中     | 1980年（昭和55年）10月6日 |
| 仙台市       | 東仙台三丁目（新設） | 仙台市       | 松岡町       |              | 1980年（昭和55年）10月6日 |
| 仙台市       | 東仙台四丁目（新設） | 仙台市       | 原町小田原   | 字蟹沢下     | 1980年（昭和55年）10月6日 |
| 仙台市       | 東仙台四丁目（新設） | 仙台市       | 原町小田原   | 字中川原     | 1980年（昭和55年）10月6日 |
| 仙台市       | 東仙台四丁目（新設） | 仙台市       | 原町小田原   | 字桝江       | 1980年（昭和55年）10月6日 |
| 仙台市       | 東仙台四丁目（新設） | 仙台市       | 原町小田原   | 字柳沢       | 1980年（昭和55年）10月6日 |
| 仙台市       | 東仙台四丁目（新設） | 仙台市       | 原町小田原   | 字下河原     | 1980年（昭和55年）10月6日 |
| 仙台市       | 東仙台四丁目（新設） | 仙台市       | 原町小田原   | 字高平       | 1980年（昭和55年）10月6日 |
| 仙台市       | 東仙台四丁目（新設） | 仙台市       | 原町小田原   | 字天還前上   | 1980年（昭和55年）10月6日 |
| 仙台市       | 東仙台四丁目（新設） | 仙台市       | 原町小田原   | 字土手前     | 1980年（昭和55年）10月6日 |
| 仙台市       | 東仙台四丁目（新設） | 仙台市       | 原町小田原   | 字念仏壇     | 1980年（昭和55年）10月6日 |
| 仙台市       | 東仙台四丁目（新設） | 仙台市       | 原町小田原   | 字前田       | 1980年（昭和55年）10月6日 |
| 仙台市       | 東仙台五丁目（新設） | 仙台市       | 原町小田原   | 字土手蔭     | 1980年（昭和55年）10月6日 |
| 仙台市       | 東仙台五丁目（新設） | 仙台市       | 原町小田原   | 字土手蔭南   | 1980年（昭和55年）10月6日 |
| 仙台市       | 東仙台五丁目（新設） | 仙台市       | 原町小田原   | 字案内       | 1980年（昭和55年）10月6日 |
| 仙台市       | 東仙台五丁目（新設） | 仙台市       | 原町小田原   | 字案内南     | 1980年（昭和55年）10月6日 |
| 仙台市       | 東仙台五丁目（新設） | 仙台市       | 原町小田原   | 字高平       | 1980年（昭和55年）10月6日 |
| 仙台市       | 東仙台五丁目（新設） | 仙台市       | 原町小田原   | 字土手前     | 1980年（昭和55年）10月6日 |
| 仙台市       | 東仙台六丁目（新設） | 仙台市       | 原町小田原   | 字案内       | 1980年（昭和55年）10月6日 |
| 仙台市       | 東仙台六丁目（新設） | 仙台市       | 原町小田原   | 字安養寺下   | 1980年（昭和55年）10月6日 |
| 仙台市       | 東仙台六丁目（新設） | 仙台市       | 原町小田原   | 字高平       | 1980年（昭和55年）10月6日 |
| 仙台市       | 東仙台六丁目（新設） | 仙台市       | 原町小田原   | 字土手前     | 1980年（昭和55年）10月6日 |
| 仙台市       | 東仙台六丁目（新設） | 仙台市       | 原町小田原   | 字前田       | 1980年（昭和55年）10月6日 |
| 仙台市       | 東仙台七丁目（新設） | 仙台市       | 原町小田原   | 字安養寺下   | 1980年（昭和55年）10月6日 |